# Горман, Маргарет
Маргарет Горман (англ. Margaret Gorman, 18 августа 1905, Вашингтон — 1 октября 1995, Буи, Мэриленд) — американская модель и королева красоты, победительница первого конкурса красоты «Мисс Америка» после того, как в 1921 году была коронована как «Мисс округа Колумбия». 

## Конкурсы красоты

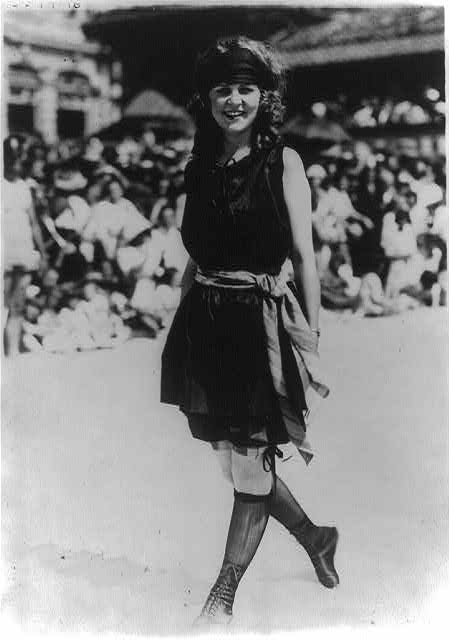
Маргарет Горман получает первый приз, Атлантик-Сити.

Горман училась в средней школе Вестерн в Вашингтоне, округ Колумбия, когда её фотография участвовала в конкурсе популярности газеты Washington Herald. 
Она была выбрана Мисс округа Колумбия в 1921 году в возрасте 16 лет из-за её спортивных способностей, прошлых достижений и общительного характера. В результате этой победы её пригласили принять участие во втором ежегодном конкурсе красоты в Атлантик-Сити, который состоялся 8 сентября 1921 года, в качестве почётного гостя. Там её пригласили принять участие в новом мероприятии: конкурсе «Межгородская красота» (англ. "Inter-City Beauty" Contest). Она выиграла титулы «Межгородская красавица, любитель» и «Самая красивая купающаяся девушка в Америке» после участия в Bather’s Revue. Она выиграла главный приз — трофей «Золотая русалка». Ожидалось, что она будет защищать свои позиции в следующем году, но кто-то другой получил титул «Мисс Вашингтон, округ Колумбия», поэтому вместо этого она была коронована как «Мисс Америка». Она единственная Мисс Америка, получившая корону в конце года.

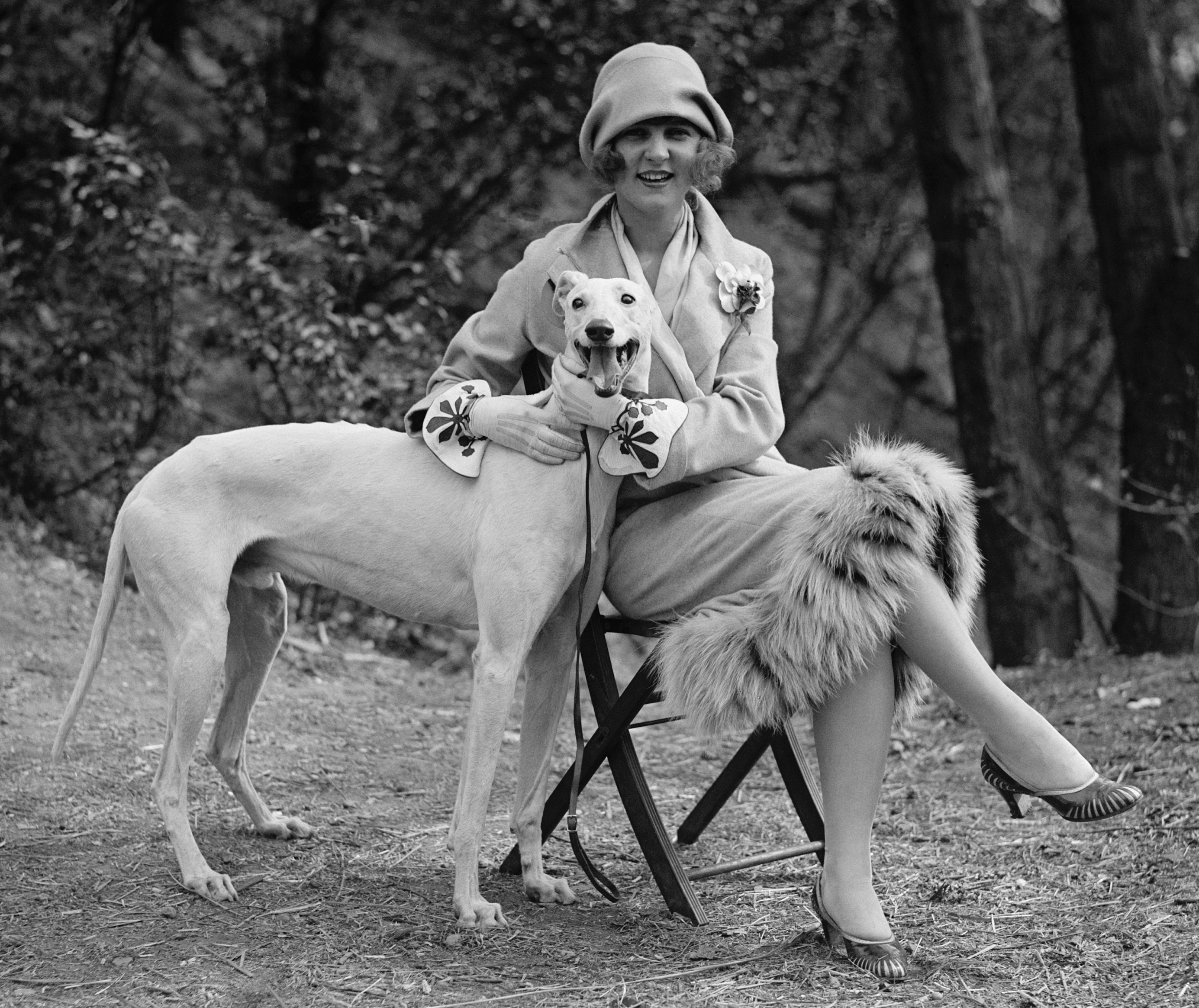
Маргарет Горман со своей любимой борзой по кличке «Длинный Гуди», апрель 1925 года.

Горман была самой лёгкой Мисс Америка с весом 108 фунтов (ок. 49 кг) до 1949 года, когда Жак Мерсер из Финикса, штат Аризона, выиграла титул при весе 106 фунтов (ок. 48 кг).
Позже Горман сказала: «Мне никогда не хотелось быть Мисс Америка. Это была не моя идея. Мне всё это так надоело. Я действительно хочу всё это забыть». Она сохранила шифоновое платье цвета морской волны с блёстками, которое она носила на конкурсе 1922 года. 

## Личная жизнь
Горман продолжала участвовать в соревнованиях в 1922 году. В 1925 году она вышла замуж за Виктора Кэхилла и была замужем до его смерти в 1957 году. Она прожила всю свою жизнь в Вашингтоне, округ Колумбия, стала светской львицей и любила путешествовать.
Она умерла 1 октября 1995 года в возрасте 90 лет.